# Jack Whitehall
Jack Peter Benedict Whitehall (West End, Londres; 7 de julio de 1988) es un comediante, presentador de televisión, actor y escritor británico. Es conocido por su comedia en vivo, por interpretar a JP en la serie de televisión Fresh Meat, y por interpretar a Alfie Wickers en la serie de televisión Bad Education y el spin-off de la película The Bad Education Movie, que también coescribió.
Desde 2018, Whitehall ha sido el anfitrión de los Premios BRIT.

## Biografía
Whitehall nació el 7 de julio de 1988 en el Hospital Portland en el West End de Londres. Es el primer hijo de la actriz Hilary Amanda Jane Whitehall y el productor de televisión Michael John Whitehall. Whitehall asistió a la Tower House School en East Sheen, al oeste de Londres. También asistió a la Dragon School en Oxford y luego a Marlborough College, una Public school en Wiltshire. Whitehall tomó un año sabático donde decidió seguir una carrera en la comedia en vivo. Asistió a la Universidad de Mánchester solo por dos períodos, para estudiar Historia del Arte.

## Vida personal
Whitehall conoció a la actriz Gemma Chan en 2011, cuando protagonizó la primera temporada de su serie de televisión Fresh Meat. Mantuvieron una relación desde 2011 hasta diciembre de 2017.
En mayo de 2023 anunció que estaba esperando su primer hijo con su novia Roxy Horner. Nació en septiembre de ese año.

## Premios
- Ganador: «Rey de la comedia», British Comedy Awards 2012, 2013, 2014
- Ganador: «Mejor actor de comedia de TV», British Comedy Awards 2013